# Oscar Brentzell
Frans Oskar Fritiof Brentsell, född 13 oktober 1896 i Katarina församling, Stockholm, död 24 september 1966 i Solna, var en svensk konstnär. Han var far till Eddie Hammarström.
Brentzell studerade konst i Stockholm och under studieresor i utlandet. Hans konst består av mariner med skutor och småbåtar huvudsakligen utförda i olja.